# 사유리 (가수)
사유리(일본어: さユり, 1996년 6월 7일~2024년 9월 20일)는 일본의 싱어송라이터다.

## 생애

### 데뷔 이전
1996년 6월 7일에 후쿠오카현 후쿠오카시에서 태어났으며  중학교 재학 중에 가수 칸쟈니 8의 영향을 받아 기타를 취미로 삼기 시작했으며 가수의 꿈을 키우게 되었다.
2012년 1월, The 5th Music Revolution에서 참가자 중 최연소의 나이로 참가했으며 그랑프리를 수상했다. 이듬해 학교를 자퇴하고 도쿄로 상경했다.

### 데뷔 이후
2015년 8월 26일, 첫번째 싱글 〈초승달〉(ミカヅキ)을 발매하면서 메이저 가수로 데뷔했다. 타이틀 곡인 〈초승달〉은 《란포기담 Game of Laplace》의 엔딩 곡으로 타이업되었다.
2016년 2월에는 두 번째 싱글인 〈그것은 작은 빛과 같은〉(それは小さな光のような)을 공개했으며 동 시기에 방영되는 《나만이 없는 거리》의 엔딩곡으로 타이업되었다.
2017년 3월 23일, 첫 번째 앨범인 《초승달을 향해》(ミカヅキの航海)가 공개되었다. 앨범은 공개 이후 오리콘 데일리 앨범 차트 1위를 기록했으며 주간 차트에서 3위에 오르는 성과를 거두었다. 2017년 5월 19일, 도쿄 신주쿠에서 버스킹을 진행했으며 2000여명의 팬들이 사유리의 버스킹 공연을 함께했다. 2017년 11월 24일에는 도쿄돔시티 홀에서 첫번째 솔로 콘서트를 개최했다.
2018년 2월 28일, 6번째 싱글인 〈달과 꽃다발〉(月と花束)을 공개했으며 애니메이션 《Fate/EXTRA Last Encore》의 엔딩곡으로 타이업되었다. 2018년 7월 6일에는 캘리포니아에서 열린 애니 엑스포에 참가해 공연을 펼쳤다.
2019년 11월 27일, 애니메이션 《나의 히어로 아카데미아》의 엔딩곡인 〈항해의 노래〉(航海の唄)를 부르는 것이 발표되었다.
2022년 7월 3일, 애니메이션 《리코리스 리코일》의 엔딩곡인 〈꽃의 탑〉(花の塔)을 맡게 되었다. 2022년 8월 10일에는 두번째 앨범인 《산결소녀》(酸欠少女)가 발표되었다.
2024년 3월 18일, 미세카이의 멤버 아마아라시와의 결혼을 발표했다. 2024년 7월 25일, 기능성 발성장애로 인해서 활동 중단을 발표했다.
2024년 9월 27일, 사유리가 지병으로 인해 2024년 9월 20일에 28세의 나이로 사망했으며 가족과 지인들과 함께 조용한 장례를 치렀다는 사실이 공개되었다.